# غذای اصلاح‌شده ژنتیکی
غذاهای اصلاح‌شده ژنتیکی (Genetically modified foods) که همچنین به‌عنوان غذاهای مهندسی ژنتیکی (غذاهای GE) یا غذاهای زیست‌مهندسی نیز شناخته شده‌اند، غذاهایی هستند که از جاندارانی تولید شده‌اند که با استفاده از روش‌های مهندسی ژنتیک تغییراتی در DNA آن‌ها ایجاد شده‌است. فنون مهندسی ژنتیک امکان مقایسه صفات جدید و همچنین کنترل بیشتر صفات را در مقایسه با روش‌های پیشین مانند پرورش انتخابی و تولید جهش فراهم می‌کند.
فروش تجاری غذاهای اصلاح‌شده ژنتیکی از سال ۱۹۹۴ آغاز شد، هنگامی که مونسانتو برای اولین بار گوجه فرنگی با ماندگاری بلندمدت خود Flavr Savr را به بازار عرضه کرد. بیشتر اصلاحات مواد غذایی در درجه اول روی محصولات مورد تقاضای زیاد کشاورزان مانند سویا، ذرت، کلزا و پنبه متمرکز شده‌است. محصولات اصلاح‌شده ژنتیکی برای مقاومت در برابر پاتوژن‌ها و علف‌کش‌ها و پروفایل‌های مغذی بهتر مهندسی شده‌اند. دام‌های اصلاح‌شده نیز تولید شده‌اند، اگرچه، تا تاریخ نوامبر ۲۰۱۳ هیچ‌کدام در بازار نبودند.
یک اجماع علمی وجود دارد که در حال حاضر مواد غذایی موجود در محصولات غذایی اصلاح‌شده ژنتیکی (GM) از نظر غذای معمولی خطر بیشتری برای سلامتی انسان ندارند، اما این که هر ماده غذایی GM قبل از معرفی باید مورد آزمایش قرار گیرد. با این وجود، اعضای جامعه بسیار کمتر از دانشمندان احتمال دارد غذاهای GM را بی‌خطر بدانند. وضعیت قانونی و نظارتی غذاهای اصلاح‌شده ژنتیکی در کشورها متفاوت است، در حالی که برخی از کشورها آن‌ها را ممنوع یا محدود می‌کنند، و برخی دیگر مجازات‌های مختلفی را برای آن‌ها اعمال می‌کنند.
با این وجود نگرانی‌های عمومی در رابطه با ایمنی مواد غذایی، تنظیم مقررات، برچسب زدن، تأثیرات زیست‌محیطی، روش‌های تحقیق و این واقعیت وجود دارد که برخی از بذرهای اصلاح‌شده به همراه کلیه گونه‌های جدید گیاهی، مشمول حقوق پرورش دهندگان گیاه هستند که متعلق به شرکت‌ها می‌باشد.

## تعریف
غذاهای اصلاح‌شده از نظر ژنتیکی، غذاهایی هستند که از جاندارانی تولید شده‌اند که با استفاده از روش‌های مهندسی ژنتیک، برخلاف روش‌های سنتی، تغییراتی را در DNA ایجاد کرده‌اند. در ایالات متحده، وزارت کشاورزی (USDA) و سازمان غذا و دارو (FDA) استفاده از اصطلاح اصلاحات ژنتیکی  را تعریف بهتری تا از مهندسی ژنتیک می‌دانند. در وزارت کشاورزی ایالات متحده آمریکا اصلاح ژنتیک شامل «مهندسی ژنتیک یا سایر روشهای سنتی» می‌شود.
طبق گفته سازمان جهانی بهداشت، جاندارانی اصلاح‌شده ژنتیکی (GMOs) می‌توانند به عنوان جانداران (یعنی گیاهان، جانوران یا میکروارگانیسم‌ها) تعریف شوند که در آن‌ها ماده ژنتیکی (DNA) به گونه‌ای تغییر یافته‌است که جفت‌گیری به‌طور طبیعی اتفاق نمی‌افتد. این فناوری اغلب بیوتکنولوژی مدرن یا فناوری ژن نامیده می‌شود، گاهی اوقات به عنوان «فناوری DNA نوترکیب» یا «مهندسی ژنتیک» نیز شناخته می‌شود. مواد غذایی تولید شده یا جاندارانی اصلاح‌شده ژنتیکی اغلب به عنوان غذاهای GM شناخته می‌شوند.

## تاریخ

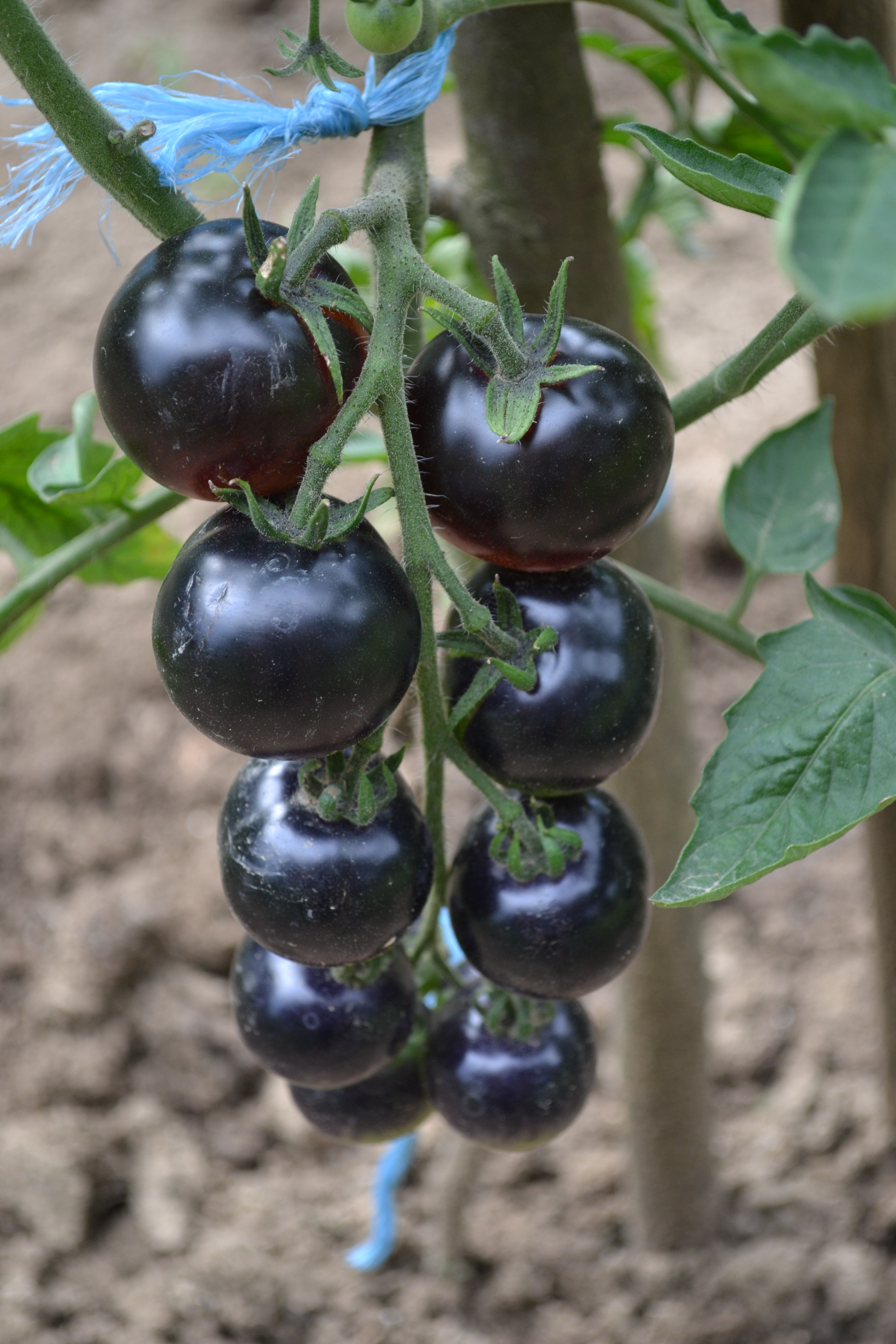
گوجه فرنگی اصلاح شده

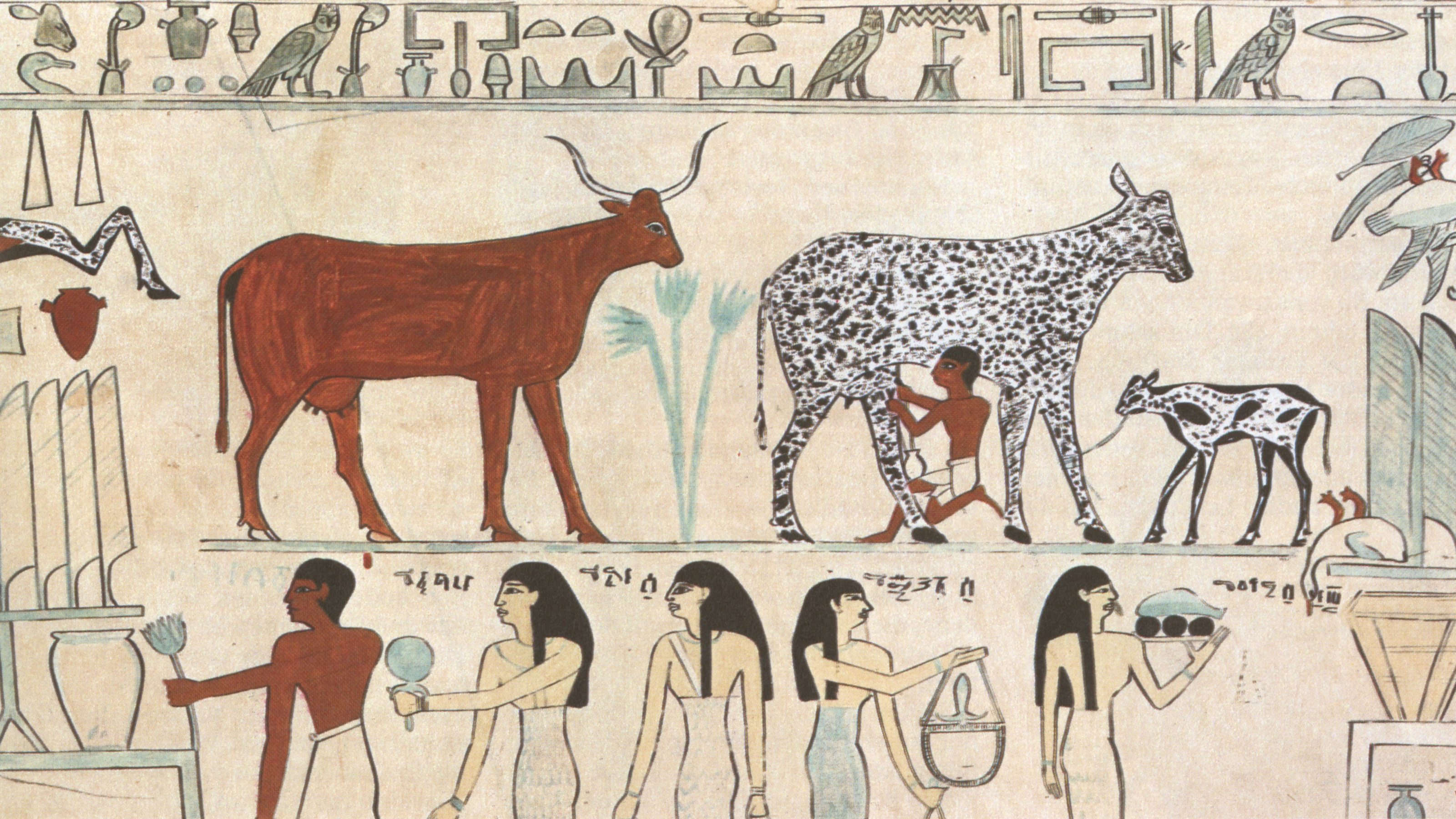
یک نقاشی قدیمی مصری از اولین مراحل اهلی‌کردن گاو

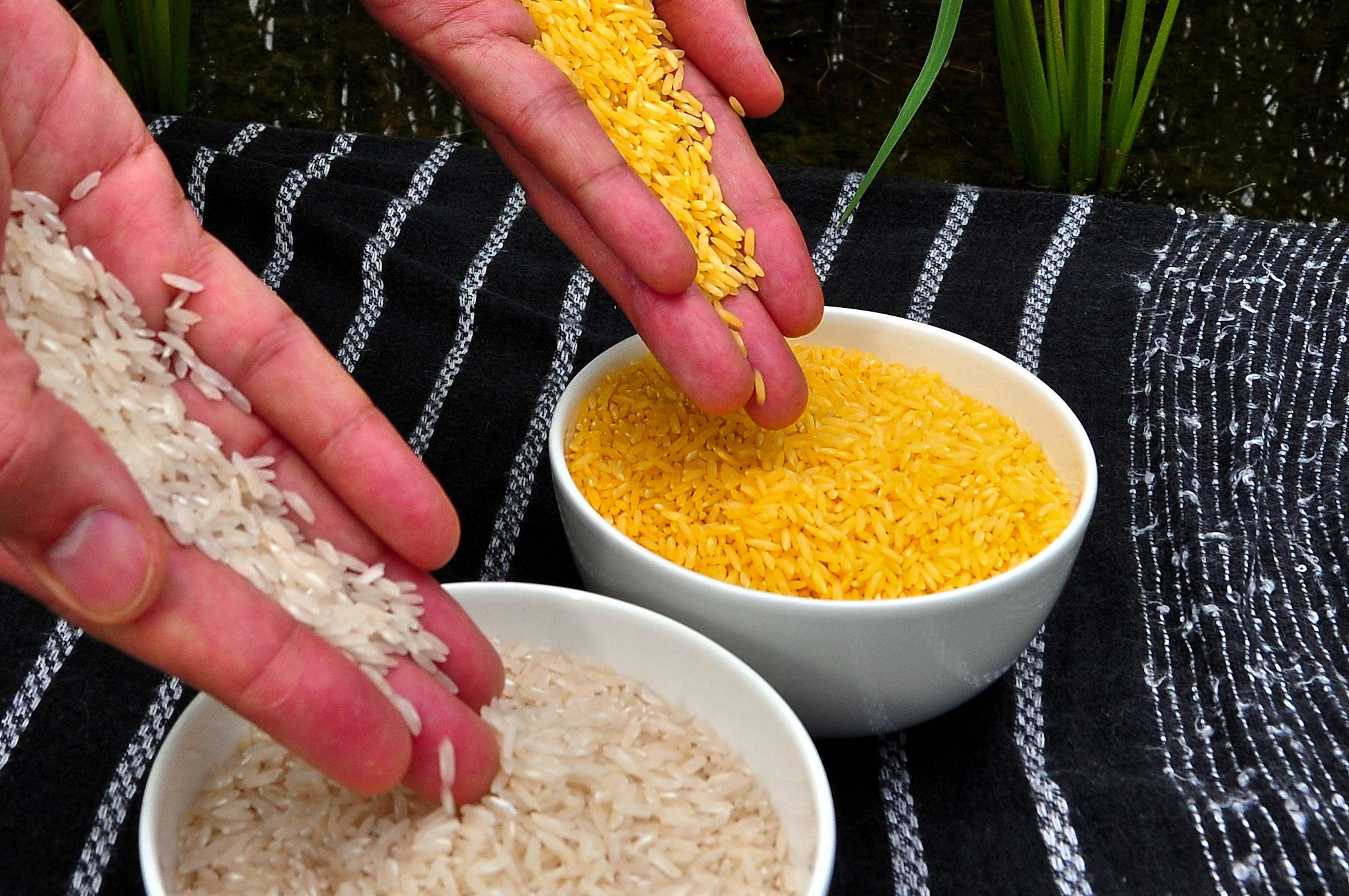
برنج طلایی و برنج معمولی

دستکاری ژنتیکی مواد غذایی به کمک انسان با اهلی کردن گیاهان و جانوران از طریق زادگیری گزینشی در حدود ۱۰ هزار و ۵۰۰ تا ۱۰ هزار سال قبل از میلاد آغاز شد.: 1  فرایند پرورش انتخابی، که در آن از جاندارانی با صفات مورد نظر (و به این ترتیب با ژن‌های مورد نظر) برای تولید نسل بعدی استفاده می‌شود و جاندارانی که فاقد صفت هستند پرورش داده نمی‌شوند، آشنایی برای مفهوم جدید اصلاح ژنتیک (GM) است. : 1  : 1 
با کشف DNA در اوایل دهه ۱۹۰۰ و پیشرفت‌های مختلف در تکنیک‌های ژنتیکی در دهه ۱۹۷۰ امکان تغییر مستقیم دی‌ان‌ای و ژن‌ها در مواد غذایی فراهم شد.
اولین گیاه اصلاح‌شده ژنتیکی در سال ۱۹۸۳ با استفاده از گیاه توتون مقاوم به آنتی‌بیوتیک تولید شد.
آنزیم‌های میکروبی اصلاح‌شده ژنتیکی اولین کاربرد جاندارانی اصلاح‌شده ژنتیکی در تولید مواد غذایی بوده و در سال ۱۹۸۸ توسط سازمان غذا و دارو ایالات متحده مورد تأیید قرار گرفت.
در اوایل دهه ۱۹۹۰، کیموزین نوترکیب برای استفاده در چندین کشور تاییدشد.
پنیر به‌طور معمول با استفاده از رنت پیچیده آنزیمی که از پوشش معده گاوها استخراج شده بود ساخته می‌شود. دانشمندان باکتری‌های را برای تولید کیموزین که قادر به لخته شدن شیر بود، اصلاح کردند و در نتیجه آن پنیر به وجود آمد.
اولین ماده غذایی اصلاح‌شده ژنتیکی که برای پخش تصویب شد، گوجه فرنگی Flavr Savr در سال ۱۹۹۴ بود.
که توسط مونسانتو تولید شد، با این مهندسی ساخته شده‌است که با گذاشتن یک ژن ضد حساس، فاسد شدن آن را به تأخیر می‌رساند، و ماندگاری بیشتری دارد. چین اولین کشوری بود که در سال ۱۹۹۳ با معرفی تنباکوهای مقاوم در برابر ویروس، محصول زراعی تراریخته را تجاری کرد. در سال ۱۹۹۵، سیب زمینی Bacillus thuringiensis (Bt) برای کشت به تصویب رسید، و این نخستین محصول زیست کشت در ایالات متحده بود.
سایر محصولات اصلاح‌شده ژنتیکی که در سال ۱۹۹۵ مورد تأیید بازاریابی قرار گرفتند عبارتند از: کلزا با ترکیب روغن اصلاح شده، ذرت Bt، پنبه مقاوم به علف‌کش برموکسینیل، پنبه Bt، سویا مقاوم شده با گلیفوزات، کدو حلوایی مقاوم در برابر ویروس، و دیگری گوجه فرنگی با ماندگاری بالا بوده‌است.
دانشمندان با ساخت برنج طلایی در سال ۲۰۰۰، برای اولین بار تولید مواد غذایی اصلاح‌شده ژنتیکی را برای افزایش ارزش غذایی آن انجام دادند.
تا سال ۲۰۱۰، ۲۹ کشور محصول بیوتکنولوژی تجاری شده را کاشتند و ۳۱ کشور دیگر تصویب نظارتی برای واردات محصولات تراریخته داده بودند.
ایالات متحده کشور برتر در تولید غذاهای اصلاح‌شده ژنتیکی در سال ۲۰۱۱ بود، با بیست و پنج محصول GM تاییدیه نظارتی را دریافت کرد. در سال ۲۰۱۵، ۹۲٪ ذرت، ۹۴٪ سویا و ۹۴٪ پنبه تولید شده در ایالات متحده از نژادهای اصلاح‌شده ژنتیکی بودند.
ماهی قزل آلا "AquAdvantage" اولین جانور اصلاح‌شده ژنتیکی که برای استفاده در مواد غذایی در سال ۲۰۱۵ مورد تأیید قرار گرفت.
ماهی قزل آلا با یک ژن تنظیم کننده هورمون رشد از یک آزادماهی جویبار و پروموتر تولید شد و این امکان را برای رشد آن تنها در فصل‌های بهار و تابستان در تمام سال فراهم می‌کرد.
در آوریل ۲۰۱۶، قارچ خوراکی دکمه‌ای اصلاح‌شده با استفاده از تکنیک کریسپر، تأیید de facto را در ایالات متحده دریافت کرد، پس از آنکه وزارت کشاورزی ایالات متحده آمریکا اعلام کرد دیگر نیازی به طی کردن روند نظارتی آژانس نیست. این آژانس قارچ را معاف می‌داند زیرا روند ویرایش مستلزم معرفی DNA خارجی نیست.
بیشترین جاندارانی اصلاح‌شده ژنتیکی که به‌طور گسترده کاشته شده‌اند برای تحمل علف‌کش‌ها طراحی شده‌اند. تا سال ۲۰۰۶ برخی از جمعیت‌های علفهای هرز در برابر برخی از علف‌کشهای مشابه مقاومت کرده بودند. گل تاج خروس پالمر یک علف هرز است که با پنبه در رقابت است. بومی جنوب غربی ایالات متحده است و به شرق منتقل شده و اولین بار در سال ۲۰۰۶، کمتر از ۱۰ سال پس از معرفی پنبه اصلاح شده، در مقابل گلیفوزات مقاوم شد.

## روند
جانداران مهندسی ژنتیکی برای کیفیت‌های مطلوب در آزمایشگاه تولید و آزمایش می‌شوند. رایج‌ترین روش اصلاح این است که یک یا چند ژن را به ژنوم جاندار اضافه کنیم. به ندرت، ژن‌ها برداشته می‌شوند یا حضور آن‌ها افزایش یافته یا خاموش می‌شود یا تعداد نسخه‌های یک ژن افزایش یافته یا کاهش می‌یابد.
براساس وزارت کشاورزی ایالات متحده آمریکا، تعداد رهاسازی‌های موجود در جاندارانی مهندسی ژنتیک از چهار مورد در سال ۱۹۸۵ افزایش یافته و به‌طور متوسط حدود ۸۰۰ مورد در سال است. تجمعی، بیش از ۱۷٬۰۰۰ نسخه تا سپتامبر ۲۰۱۳ تأیید شده‌است.

## محصولات زراعی

### میوه‌ها و سبزیجات

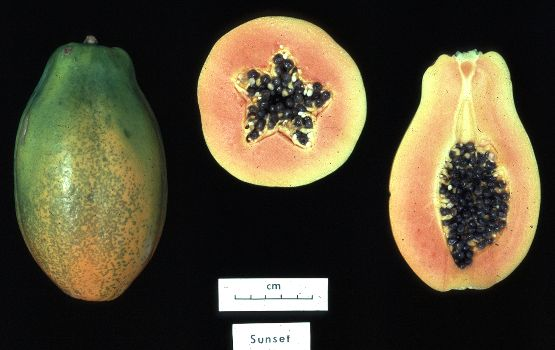
سه نمایش از میوه درخت پاپایا، رقم "Sunset"، که به‌طور ژنتیکی برای ایجاد رقم "SunUp" اصلاح شده‌است، که در برابر ویروس پاپایا (ringspot) مقاوم است

پاپایا از نظر ژنتیکی برای مقاومت در برابر ویروس رینگ اسپات (PSRV) اصلاح شد. "SunUp" یک تراریخته قرمز با گوشت پاپایا Sunset است نیویورک تایمز اظهار داشت، "در اوایل دهه ۱۹۹۰، صنعت پاپایا هاوایی به دلیل ویروس کشنده مرگبار پاپایا با فاجعه روبرو شد. ناجی آن یک نژاد ساخته شده بود که در برابر ویروس مقاوم بود بدون آن، صنعت پاپایا ایالت هاوایی در حال از بین رفتن بود. امروزه ۸۰٪ از پاپایای هاوایی از نظر ژنتیکی مهندسی شده‌است، و هنوز هیچ روش مرسوم یا ارگانیکی برای کنترل ویروس رینگ اسپات وجود ندارد. " رقم اصلاح‌شده در سال ۱۹۹۸ تصویب شد.
در چین، یک پاپایا تراریخته مقاوم در برابر PRSV توسط دانشگاه کشاورزی جنوب چین پرورش داده شد و اولین بار در سال ۲۰۰۶ برای کاشت تجاری تأیید شد. از سال ۲۰۱۲، ۹۵٪ از پاپایا در استان گوانگ‌دونگ و ۴۰٪ از پاپایای رشد یافته در استان هاینان از نظر ژنتیکی اصلاح شدند.
در هنگ کنگ، جایی که برای رشد و تولید انواع گونه‌های پاپایا اصلاح‌شده معافیت وجود دارد، بیش از ۸۰٪ از پاپایای‌های رشد یافته و وارداتی تراریخته بودند.

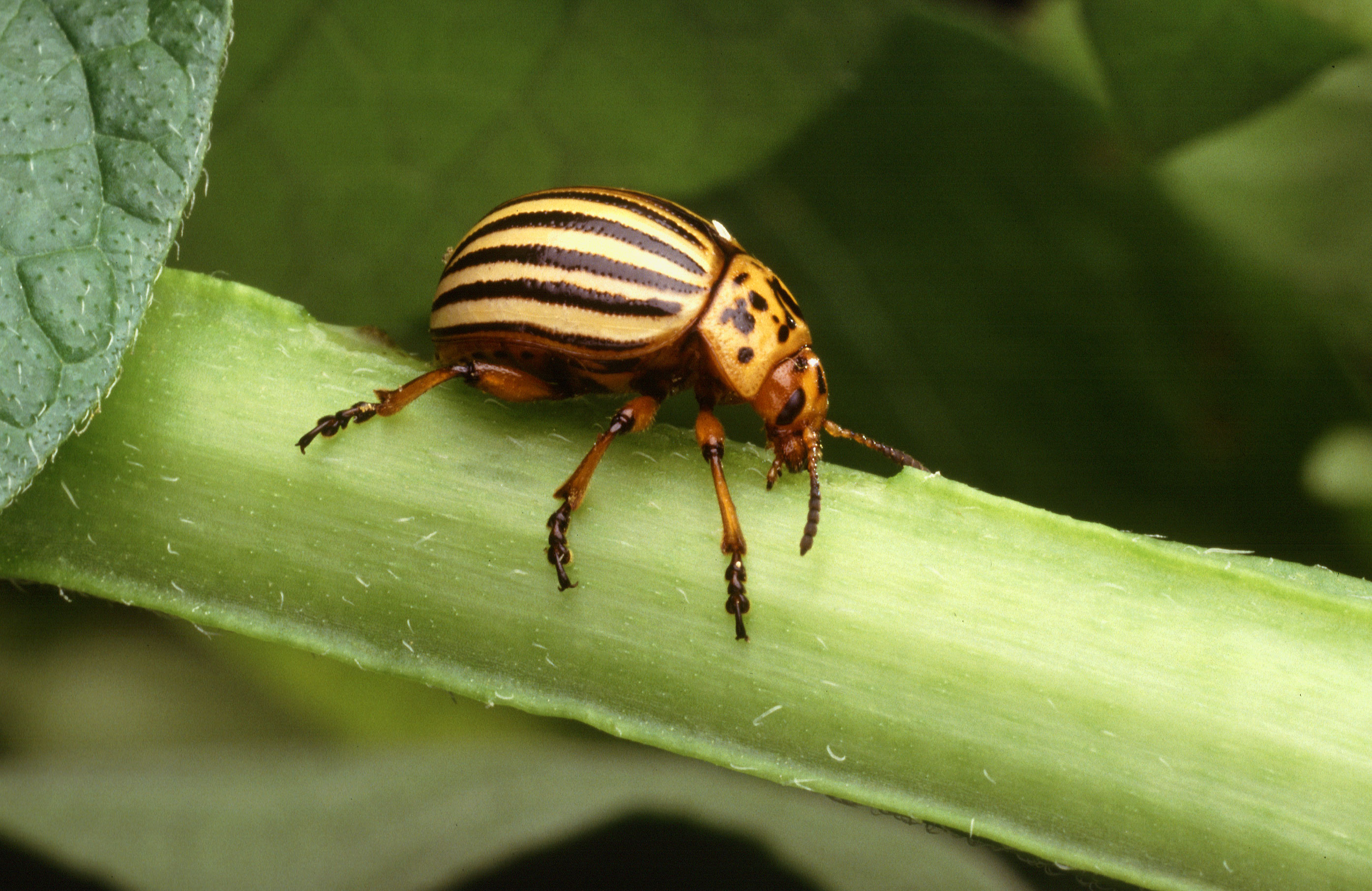
سوسک سیب‌زمینی کلرادو سوسک ده خطی سیب‌زمینی نیز خوانده می‌شود.

سیب زمینی New Leaf، یک ماده خوراکی اصلاح‌شده ژنتیکی است که با استفاده از باکتری‌های طبیعی موجود در خاک شناخته شده با عنوان Bacillus thuringiensis (Bt) برای محافظت گیاه از سوسک سیب‌زمینی کلرادو با عملکرد بالا ایجاد شده‌است.
سیب زمینی New Leaf، که در اواخر دهه ۱۹۹۰ توسط مونسانتو به بازار عرضه شد، برای بازار مواد غذایی سریع ساخته شد. پس از آنکه خرده فروشان آن را رد کردند و پردازشگران مواد غذایی به مشکلات صادرات رسیدند، تولید آن در سال ۲۰۰۱ متوقف شد.
در سال ۲۰۰۵، حدود ۱۳ درصد از کدو سبز کشت شده در ایالات متحده برای مقاومت در برابر سه ویروس، اصلاح ژنتیکی شد؛ این گونه را در کانادا نیز کشت می‌کنند.

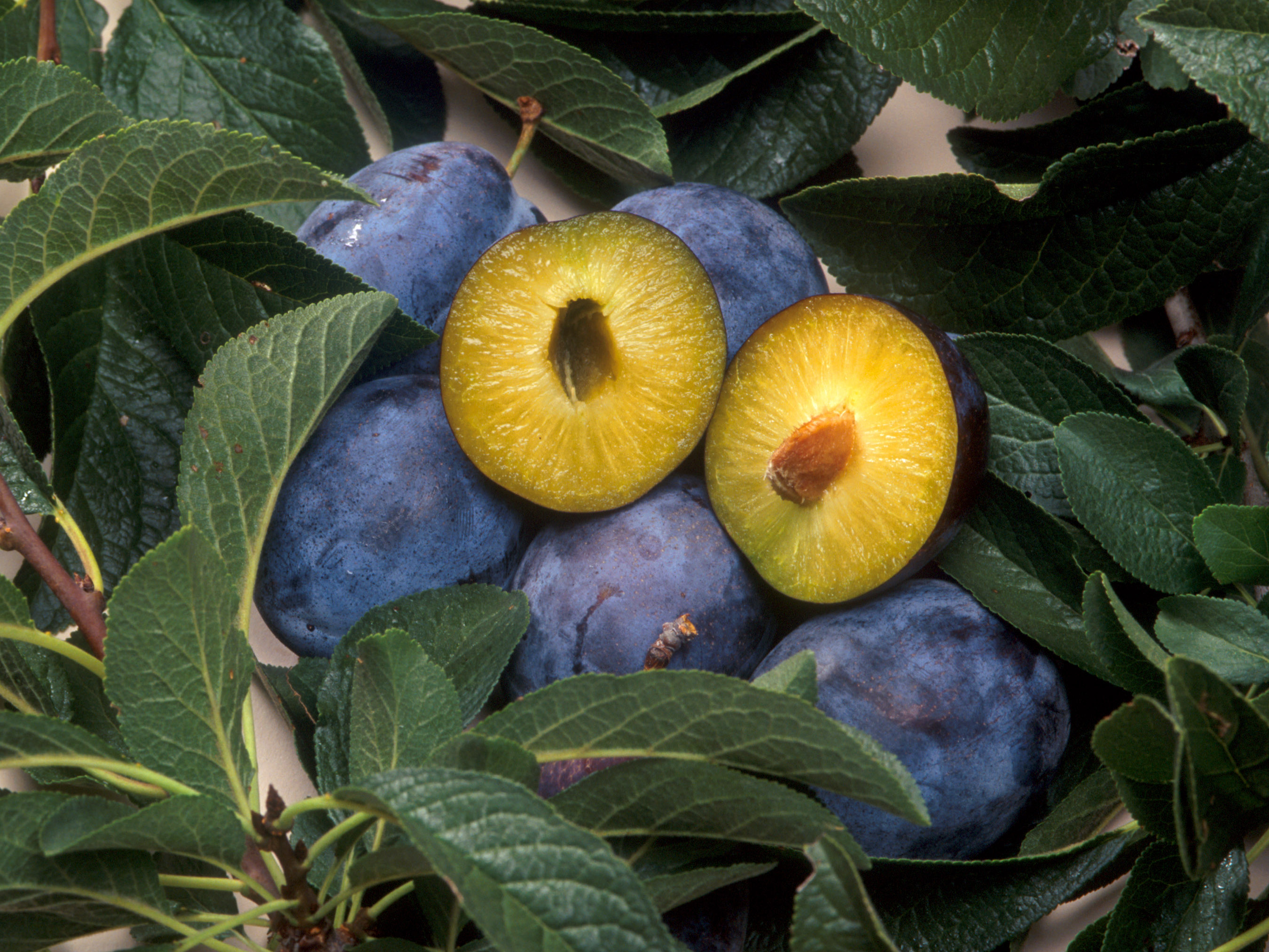
آلو برای مقاومت در برابر آبله آلو، بیماری ژنتیکی است که توسط شته‌ها انجام می‌شود

در سال ۲۰۱۱، ب‌آاس‌اف بزرگ‌ترین شرکت صنایع شیمیایی جهان درخواست اتحادیه امنیت مواد غذایی اروپا را برای کشت و بازاریابی سیب زمینی فورتونا به عنوان خوراک و مواد غذایی تصویب کرد. سیب زمینی با افزودن ژنهای مقاوم blb1 و blb2 در برابر سوختگی سیب زمینی ساخته شده بود که از سیب زمینی وحشی مکزیکی Solanum bulbocastanum نشات می‌گرفت. این سازمان در فوریه ۲۰۱۳، BASF درخواست خود را پس گرفت.
در سال ۲۰۱۳، USDA واردات یک آناناس GM را که به رنگ صورتی است تأیید کرد که یک ژن حاصل از نارنگی را بیان می‌کند و ژن‌های دیگر را سرکوب می‌کند و باعث افزایش تولید لیکوپن می‌شود. چرخه گلدهی گیاه تغییر کرده تا رشد و کیفیت یکنواخت تری حاصل شود. به گفته سازمان دولتی USDA، میوه پس از برداشت محصول، توانایی تکثیر و پایداری در محیط را ندارد. مطابق گفته دل مونت ، آناناس در یک «تک کشت» که از تولید بذر جلوگیری می‌کند، به‌صورت تجاری رشد می‌کنند، زیرا گل‌های گیاه در معرض منابع گردهسازگار نیستند. واردات به هاوایی به دلایل «بهداشت گیاهان» ممنوع است
در سال ۲۰۱۴، USDA یک سیب زمینی اصلاح‌شده ژنتیکی را که توسط شرکت JR Simplot ساخته شده بود، تأیید کرد که حاوی ده اصلاح ژنتیکی است که از له شدن جلوگیری می‌کند و در هنگام سرخ کردن آکریل‌آمید کمتری تولید می‌کند. این تغییرات پروتئین‌های خاص از سیب زمینی‌ها را از طریق تداخل RNA به جای معرفی پروتئین‌های جدید از بین می‌برد.
در فوریه سال ۲۰۱۵ سیب‌های آرکتیک توسط USDA تأیید شده بودند،
که به اولین سیب اصلاح‌شده ژنتیکی برای فروش در ایالات متحده تبدیل شدند.
که از آرام سازی ژن برای کاهش ابراز پلی فنل اکسیداز (PPO) استفاده می‌شود، بنابراین از قهوه ای شدن میوه جلوگیری می‌شود

### ذرت
ذرت مورد استفاده برای مواد غذایی و و تولید اتانول برای تحمل علف‌کشهای مختلف و با پروتئین مخصوص از Bacillus thuringiensis (Bt) که حشرات خاصی را می‌کشد، از نظر ژنتیکی اصلاح شده‌است.
حدود ۹۰ درصد از ذرت کشت شده در ایالات متحده در سال ۲۰۱۰ اصلاح‌شده بوده‌است
در ایالات متحده در سال ۲۰۱۵، ۸۱٪ از سطح زمین ذرت حاوی گونه Bt و ۸۹٪ سطح زمین ذرت حاوی صفت مقاوم گلیسفات بود. ذرت را می‌توان به صورت دانه‌ای در پنکیک، کلوچه، دونات، نان و همچنین غذاهای کودک، محصولات گوشتی، غلات و برخی از فراورده‌های تخمیر شده به مواد غذایی، و آرد تبدیل کرد. خمیر و آرد ماسا با پایه ذرت در تولید صدف‌های تاکو، چیپس ذرت و تورتیلا استفاده می‌شود.

### سویا
سویا اصلاح‌شده ژنتیکی برای تحمل علف‌کش‌ها و تولید روغن‌های سالم‌تر اصلاح شده‌است. در سال ۲۰۱۵، ۹۴ درصد از سطح زمین سویا در ایالات متحده از نظر ژنتیکی اصلاح‌شده و دارای تحمل گلیسپوزات بود.

### گندم
از دسامبر سال ۲۰۱۷، گندم اصلاح‌شده ژنتیکی در آزمایش‌ها میدانی ارزیابی شده‌است، اما به صورت تجاری منتشر نشده‌است.

## محصولات مشتق شده

### نشاسته ذرت و قندهای نشاسته شامل شربت‌ها
نشاسته یا آمیلیوم یک پلی ساکارید است که توسط همه گیاهان سبز به عنوان یک ذخیره انرژی تولید می‌شود. نشاسته خالص یک پودر سفید، بی‌مزه و بی‌بو است. از دو نوع مولکول آمیلوز خطی و مارپیچ و آمیلوپکتین شاخه ای تشکیل شده‌است. بسته به نوع گیاه، نشاسته به‌طور کلی حاوی ۲۰ تا ۲۵ درصد آمیلوز و ۷۵ تا ۸۰ درصد آمیلوپکتین از نظر وزن است.
نشاسته می‌تواند با ایجاد نشاسته اصلاح‌شده برای مقاصد خاص، اصلاح شود از جمله ایجاد بسیاری از قندهای موجود در غذاهای فرآوری شده. آن‌ها شامل موارد زیر هستند:
- مالتودکسترین، یک محصول نشاسته هیدرولیز شده که به عنوان یک پرکننده و ضخیم‌کننده و طعم‌دهنده استفاده می‌شود.
- انواع شربت‌های گلوکز، که در ایالات متحده نیز شربت ذرت نامیده می‌شوند، محلول‌های چسبناک هستند که به عنوان شیرین‌کننده و ضخیم‌کننده در بسیاری از غذاهای فرآوری شده مورد استفاده قرار می‌گیرند.
- دکستروز، یک گلوکز تجاری، که توسط هیدرولیز کامل نشاسته تهیه شده‌است.
- شربت فروکتوز بالا، که با محلول دکستروز با آنزیم ایزومراز گلوکز ساخته می‌شود، تا زمانی که بخش قابل توجهی از گلوکز به فروکتوز تبدیل شود.
- الکل‌های قندی مانند مالتیتول، اریتریتول، سوربیتول، مانیتول و هیدرولیز نشاسته هیدروژنه، شیرین کننده‌هایی هستند که با کاهش قندها ساخته می‌شوند.

### لسیتین

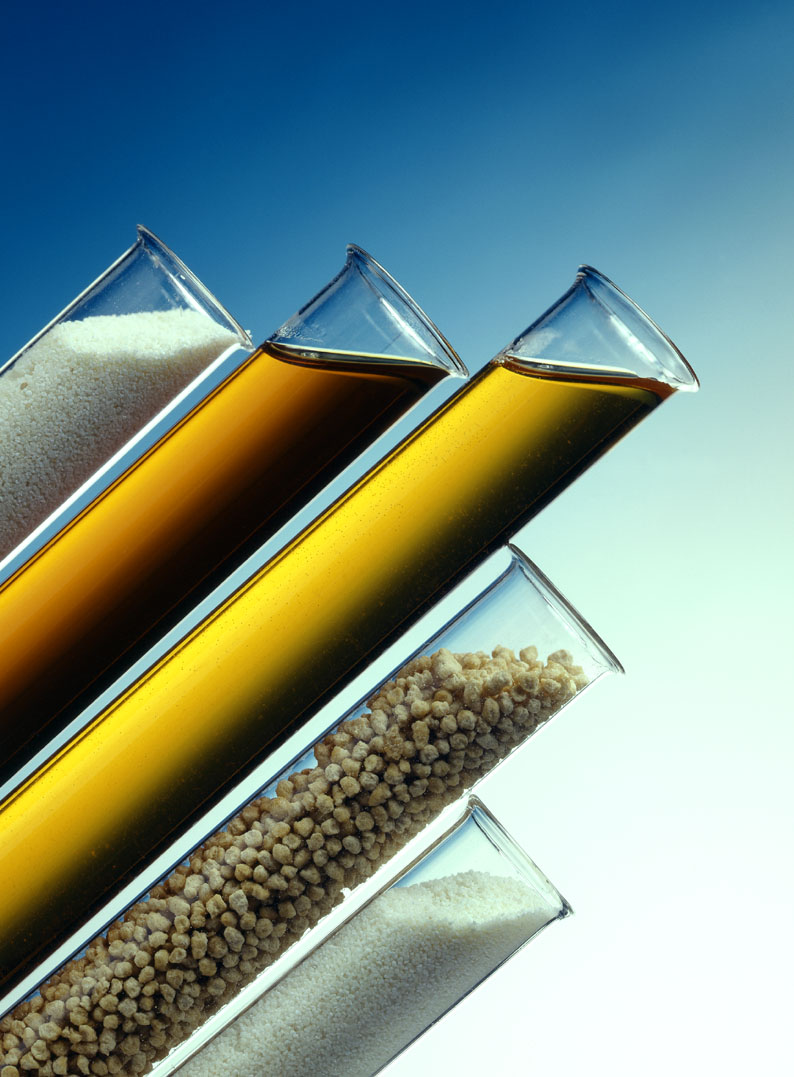
انواع لسیتین

لسیتین یک چربی طبیعی است. آن را می‌توان در زرده تخم مرغ و گیاهان تولید روغن یافت. این ماده امولسیفایر است و بنابراین در بسیاری از غذاها مورد استفاده قرار می‌گیرد. روغن ذرت، سویا و گلرنگ منبع لسیتین هستند، اگرچه اکثر لسیتین‌های تجاری موجود از سویا است.
لسیتین کافی فرآوری شده معمولاً با روش‌های آزمایش استاندارد غیرقابل کشف است.
مطابق سازمان غذا و دارو آمریکا، هیچ مدرکی که لسیتین در سطوح متداول استفاده شود، خطری برای عموم نشان نمی‌دهد. لسیتین اضافه شده به غذاها فقط ۲ تا ۱۰ درصداست ۱ تا ۵ گرم از فسفوگلیسیریدها به‌طور متوسط روزانه مصرف می‌شود. با این وجود، نگرانی‌های مصرف‌کنندگان در مورد غذاهای اصلاح‌شده به چنین محصولاتی گسترش می‌یابد.
این نگرانی منجر به تغییر سیاست‌ها و مقررات در اروپا در سال ۲۰۰۰ شد، هنگامی که مقررات (EC) 50/2000 تصویب شد
که به برچسب زدن مواد غذایی حاوی مواد افزودنی مشتق شده از جاندارانی اصلاح‌شده ژنتیکی، از جمله لسیتین شد.

### قند
ایالات متحده ۱۰٪ قند خود را وارد می‌کند، در حالی که ۹۰٪ باقی مانده از چغندر قند و نیشکر استخراج می‌شود. پس از مقررات زدایی در سال ۲۰۰۵، چغندرقند مقاوم به گلیفوسیات در ایالات متحده به‌طور گسترده پذیرفته شد. در سال ۲۰۱۱ حدود ۹۵ هکتار چغندرقند در ایالات متحده با بذر مقاوم به گلیفوسات کاشته شد.
چغندرقند اصلاح‌شده برای کشت در ایالات متحده، کانادا و ژاپن تأیید شده‌است. چغندر اصلاح‌شده برای واردات و مصرف در استرالیا، کانادا، کلمبیا، اتحادیه اروپا، ژاپن، کره، مکزیک، نیوزیلند، فیلیپین، فدراسیون روسیه و سنگاپور تأیید شد.
پالپ حاصل از فرایند پالایش به عنوان خوراک جانوران استفاده می‌شود. قند تولید شده از چغندر قند اصلاح‌شده حاوی هیچ پروتئین و DNA نیست - فقط ساکارز است که از نظر شیمیایی قابل تشخیص از قند تولید شده از چغندر قند غیراصلاح‌شده‌است.
تجزیه و تحلیل‌های مستقل انجام شده توسط آزمایشگاه‌های معتبر بین‌المللی نشان داد که شکر چغندرقند Roundup Ready با قند موجود از چغندرقند معمولی (غیر Roundup Ready) یکسان است.

### روغن گیاهی

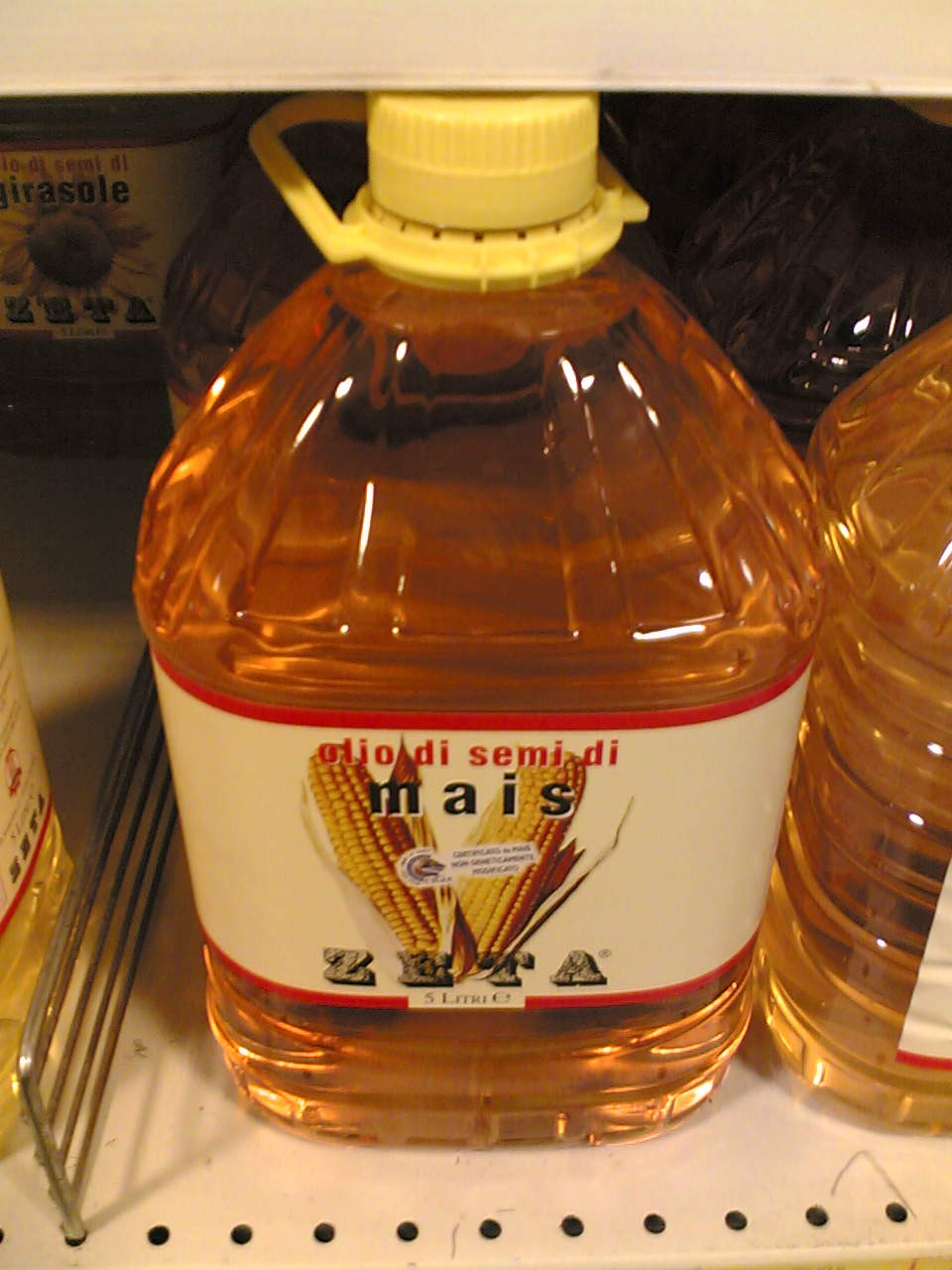
روغن ذرت

بیشترین روغن نباتی استفاده در ایالات متحده است از محصولات اصلاح‌شده کلزا، ذرت، پنبه و سویا تولید می‌شود. روغن نباتی به عنوان روغن پخت پز و تردکننده و مارگارین به‌طور مستقیم به مصرف‌کنندگان فروخته می‌شود
و در غذاهای آماده استفاده می‌شود. مقدار کمی پروتئین یا DNA از محصول اصلی موجود در روغن نباتی ناچیز است.
روغن نباتی از تری گلیسیریدهای استخراج شده از گیاهان یا دانه‌ها ساخته شده و سپس تصفیه می‌شود و ممکن است از طریق هیدروژناسیون بیشتر پردازش شود تا روغنهای مایع را به مواد جامد تبدیل کنند. فرایند پالایش، تمام یا تقریباً همه مواد غیر تری گلیسیرید را از بین می‌برد.
تری گلیسیریدهای زنجیره متوسط (MCTs) جایگزینی برای چربی‌ها و روغن‌های معمولی ارائه می‌دهند. طول یک اسید چرب در فرایند هضم بر جذب چربی آن تأثیر می‌گذارد. به نظر می‌رسد که اسیدهای چرب در موقعیت میانی روی مولکول‌های گلیسرول راحت تر جذب می‌شوند و بر متابولیسم بیشتر از اسیدهای چرب در موقعیت‌های نهایی تأثیر می‌گذارند. برخلاف چربی‌های معمولی، تری گلیسیریدهای زنجیره متوسط مانند کربوهیدرات‌ها متابولیزه می‌شوند. آن‌ها از پایداری اکسیداتیو استثنایی برخوردار بوده و از فاسد شدن مواد خوراکی جلوگیری می‌کنند.

## استفاده‌های دیگر

### خوراک دام

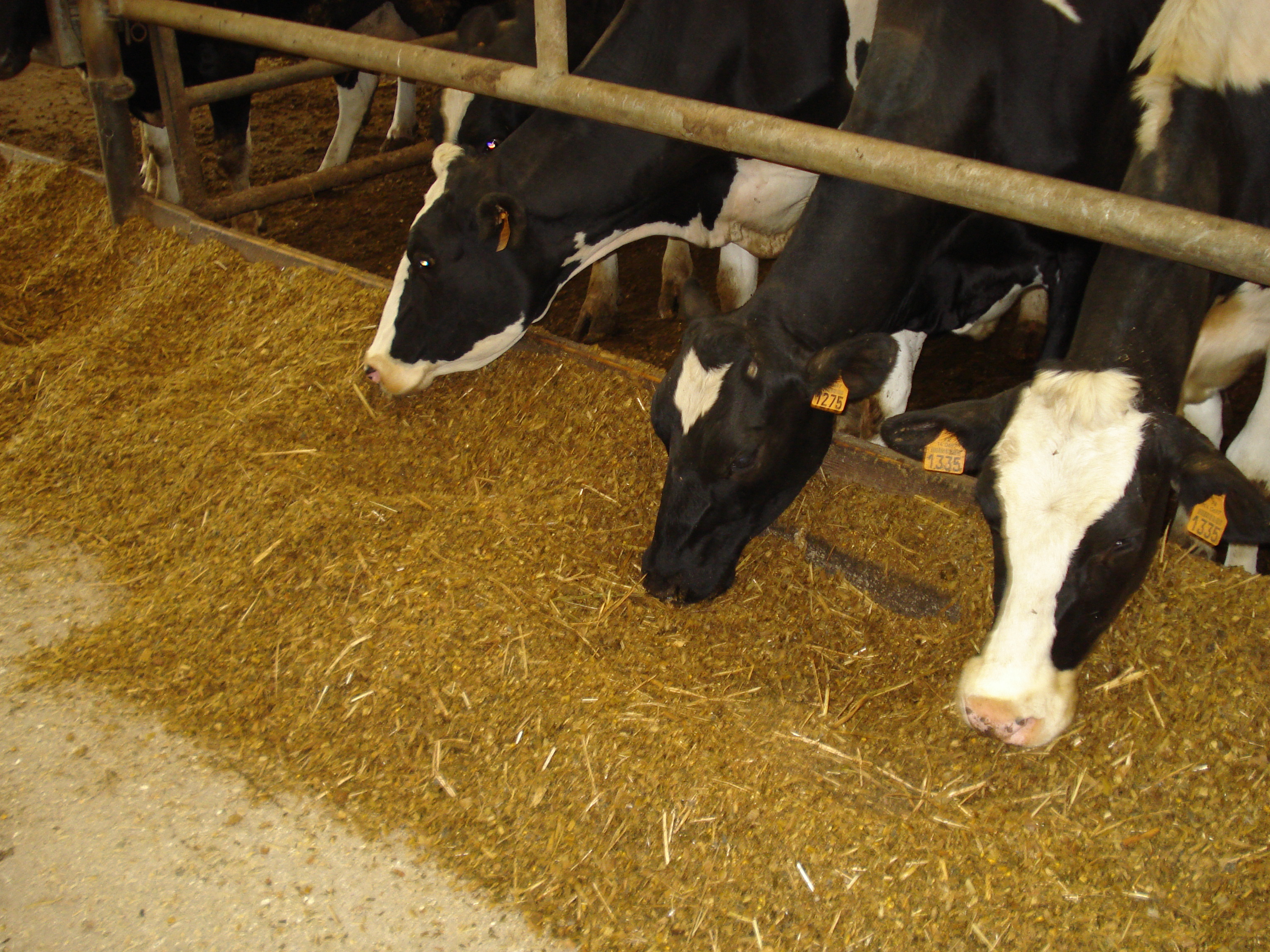
پرورش گاو در گاوداری‌های صنعتی با خوراک دام صورت می‌گیرد

دام و طیور با مصرف خوراک دام پرورش می‌یابند که بخش اعظم آن از بقایای محصولات زراعی از جمله محصولات زراعی اصلاح‌شده تشکیل می‌شود. به عنوان مثال، تقریباً ۴۳٪ از بذر کلزا روغن است. آنچه بعد از استخراج روغن باقی می‌ماند، وعده غذایی است که به عنوان یک ماده غذایی به خوراک دام تبدیل می‌شود و حاوی پروتئین کلزا است. به همین ترتیب، بخش عمده ای از محصول سویا برای روغن و غذا پرورش می‌یابد. غذای سویا با پروتئین بالا و نان تست شده تبدیل به خوراک دام و غذای سگ می‌شود. ۹۸٪ محصول سویا آمریکا برای تهیه دام است.
در سال ۲۰۱۱، ۴۹٪ از برداشت ذرت ایالات متحده برای خوراک دام (از جمله درصد ضایعات دانه‌های تقطیر شده) استفاده شد.
با وجود روش‌هایی که هر روز حساس تر می‌شوند، آزمایش‌ها هنوز بسته به نوع خوراکی که از آن‌ها تغذیه می‌شود فقط با نگاه کردن به گوشت، لبنیات یا محصولات تخم مرغ یک جانور که حاصل از سویا تغذیه می‌شود قادر به ایجاد تفاوت در گوشت، شیر یا تخم جانوران نیستند. تنها راه برای تأیید حضور جاندارانی اصلاح‌شده ژنتیکی در خوراک دام، تجزیه و تحلیل منشأ خود خوراک است. "

### پروتئین‌ها
رنت ترکیبی از آنزیم‌ها است که برای انعقاد شیر به پنیر استفاده می‌شود. که در معده چهارم گوساله‌ها موجود است، و کمیاب و گران بود، یا از منابع میکروبی که غالباً مزه‌های ناخوشایند ایجاد می‌کردند. مهندسی ژنتیک باعث شده‌است که ژنهای تولیدکننده گیاه رنت را از معده جانوران استخراج کرده و آن‌ها را در باکتریها، قارچها یا مخمر قرار دهند تا آن‌ها را به تولید کیموزین، آنزیم اصلی تبدیل کند.
میکروارگانیسم اصلاح‌شده پس از تخمیر کشته می‌شود. کیموزین از مایع تخمیر جدا می‌شود، به طوری که کیموزین تولید شده توسط تخمیر (FPC) که توسط تولیدکنندگان پنیر مورد استفاده قرار می‌گیرد دارای یک توالی اسید آمینه است که با پنیر مایه گاو یکسان است.
بیشتر کیموزین کاربردی در آب‌پنیر حفظ می‌شود. مقدار کمی از کیموزین ممکن است در پنیر باقی بماند.

### دام
دام‌های اصلاح‌شده ژنتیکی، جاندارانی از گروه گاو، گوسفند، خوک، بز، پرنده، اسب و ماهی است که برای مصرف انسان نگهداری می‌شوند و مواد ژنتیکی آن‌ها (DNA) با استفاده از روشهای مهندسی ژنتیک تغییر یافته‌است. در بعضی موارد، هدف معرفی صفت جدیدی به جانوران است که به‌طور طبیعی در گونه‌ها مشاهده نمی‌شود، یعنی تحویل ژن.
یک بررسی در سال ۲۰۰۳ که به نمایندگی از استانداردهای غذایی استرالیا، نیوزیلند منتشر شده آزمایش تراریخته را در مورد گونه‌های دامی زمینی و همچنین گونه‌های آبزی مانند ماهی و صدف بررسی کرد. در این بررسی تکنیک‌های مولکولی مورد استفاده برای آزمایش و همچنین تکنیک‌های ردیابی تراریخته‌ها در جانوران و محصولات و همچنین موضوعاتی در مورد ثبات تراریخته مورد بررسی قرار گرفته‌است.
بعضی از پستانداران که معمولاً برای تولید مواد غذایی مورد استفاده قرار می‌گیرند، برای تولید محصولات غیر غذایی اصلاح شده‌اند، عملی که گاهی به آن فارمینگ گفته می‌شود.

#### ماهی سالمون
ماهی قزل‌آلا اصلاح‌شده ژنتیکی، منتظر تأیید مقررات از سال ۱۹۹۷،
برای مصرف انسانی توسط FDA در نوامبر ۲۰۱۵ تأیید شد، تا در محل تخم‌ریزی مخصوصی در کانادا و پاناما پرورش یابد.

## سلامت و امنیت
یک اجماع علمی وجود دارد که در حال حاضر مواد غذایی موجود در محصولات غذایی اصلاح‌شده ژنتیکی از نظر غذای معمولی خطر بیشتری برای سلامتی انسان ندارند، اما این که هر ماده غذایی اصلاح‌شده ژنتیکی قبل از معرفی باید مورد آزمایش قرار گیرد. با این وجود، اعضای جامعه بسیار کمتر از دانشمندان احتمال دارد غذاهای اصلاح‌شده ژنتیکی را بی خطر بدانند.
وضعیت قانونی و نظارتی غذاهای اصلاح‌شده ژنتیکی در کشورها متفاوت است، در حالی که برخی از کشورها آن‌ها را ممنوع یا محدود می‌کنند، و برخی دیگر مجازات‌های مختلفی را با آن‌ها اعمال می‌کنند و در برخی نیز مصرف آن‌ها آزاد است.

### آزمایش کردن
وضعیت قانونی و نظارتی غذاهای اصلاح‌شده بر حسب کشور متفاوت است، در حالی که برخی از کشورها آن‌ها را ممنوع یا محدود می‌کنند، و برخی دیگر مجازات‌های مختلفی را با آن‌ها در اختیار دارند.
کشورهایی مانند ایالات متحده، کانادا، لبنان و مصر از معادله قابل توجهی استفاده می‌کنند تا تشخیص دهند که آیا آزمایش بیشتری لازم است، در حالی که بسیاری از کشورها مانند کشورهای اتحادیه اروپا، برزیل و چین فقط مجوز کشت جاندارانی اصلاح‌شده ژنتیکی را به صورت موردی مجاز می‌کنند. در ایالات متحده، FDA مشخص کرد که جاندارانی اصلاح‌شده ژنتیکی به عنوان افزودنی مجاز به‌طور کلی ایمن شناخته شده و بنابراین اگر محصول جاندارانی اصلاح‌شده ژنتیکی از نظر کاملاً معادل محصول غیر اصلاح‌شده باشد، آزمایش اضافی احتیاج ندارد.
در صورت یافتن مواد جدید، آزمایش‌های بیشتر ممکن است لازم باشد تا نگرانی‌ها در مورد سمی بودن نهان، حساسیت زایی، انتقال ژن احتمالی به انسان یا برخورد ژنتیکی به جانداران دیگر را برآورده سازد.

## مقررات

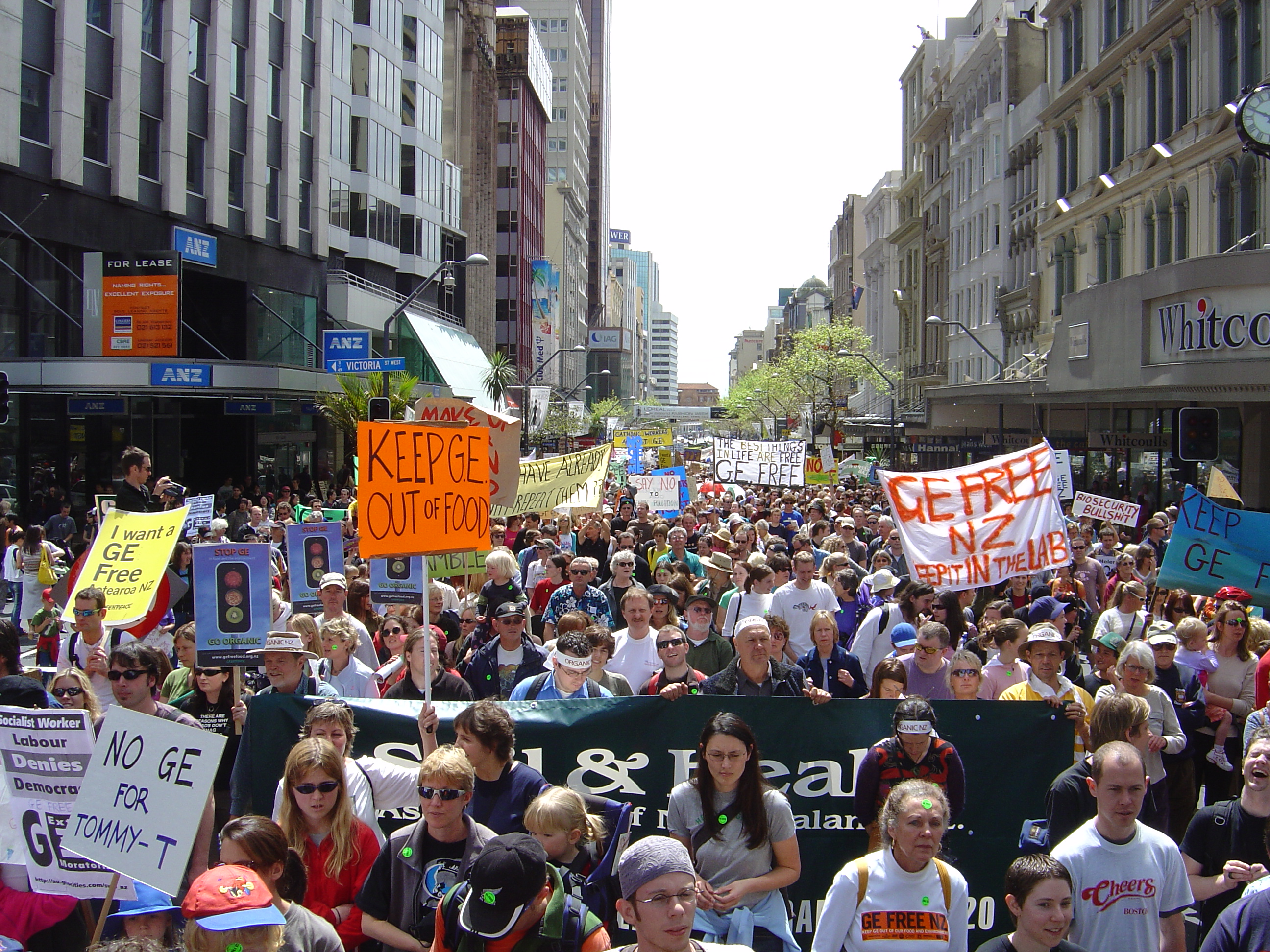
اعتراض در اوکلند، نیوزیلند سال ۲۰۰۳.

مقررات دولت‌ها در مورد توسعه و آزادسازی GMO بین کشورها بسیار متفاوت است. اختلافات مشخص شده مقررات GMO را در مقررات آمریکا و مقررات GMO در اتحادیه اروپا از هم جدا می‌کند.
مقررات بسته به میزان مصرف محصول مورد نظر نیز متفاوت است. به عنوان مثال، یک محصول که برای استفاده از مواد غذایی در نظر گرفته نشده‌است، به‌طور کلی توسط مقامات مسئول ایمنی مواد غذایی مورد بررسی قرار نمی‌گیرد.

### برچسب زدن
از سال ۲۰۱۵، در ۶۴ کشور جهان محصولات GMO اجبار به برچسب زدن در بازار دارند.
سیاست ملی ایالات متحده و کانادا این است که فقط با توجه به تفاوت‌های مهم در ترکیب یا اثرات بهداشتی مستند، به برچسب نیاز داشته باشد، اگرچه برخی از ایالت‌های ایالات متحده مانند (ورمونت، کانکتیکات و ماین قوانینی را تصویب کردند که به برچسب زدن محصولات اصلاح‌شده در این ایالات اجباری است.
در ژوئیه سال ۲۰۱۶، قانون عمومی ۱۱۴–۲۱۴ برای تنظیم برچسب زدن مواد غذایی GMO به تصویب رسید.

### تشخیص
آزمایش روی جاندارانی اصلاح‌شده ژنتیکی در مواد غذایی و خوراکی به‌طور معمول با استفاده از تکنیک‌های مولکولی مانند واکنش زنجیره‌ای پلیمراز و بیوانفورماتیک انجام می‌شود.